# Strada statale 182 delle Serre Calabre
La strada statale 182 delle Serre Calabre (SS 182) è una strada statale italiana che attraversa l'omonimo territorio.

## Storia
La strada statale 182 venne istituita nel 1953 con il seguente percorso: "Dal Porto di Vibo Valentia alla statale n. 18 (bivio Longobardi), dalla SS. n. 18 (Vibo Valentia) alla SS. n. 110 a Serra San Bruno, da questa, presso Monte Cucco, all'innesto con la SS. n. 106 in Soverato Marina."

## Percorso
La strada è composta da tre tronconi ben distinti: il primo di questi ha origine nella frazione di Vibo Marina e mette in collegamento la località con la strada statale 18 Tirrena Inferiore all'altezza della stazione di Vibo Valentia-Pizzo, per una lunghezza complessiva di 5,310 km.
Proseguendo per poco più di 4 km sulla SS 18 si arriva al centro abitato di Vibo Valentia da dove si origina il secondo tratto della statale che esce dalla città in direzione sud raggiungendo San Gregorio d'Ippona. Il percorso, alquanto tortuoso, procede quindi verso est arrivando ad incrociare la A2 del Mediterraneo all'altezza dello svincolo Gerocarne-Soriano Calabro.
La strada procede addentrandosi nel territorio delle Serre calabresi, superando l'innesto della ex strada statale 536 di Acquaro e attraversando in sequenza i centri abitati di Soriano Calabro e Sorianello fino ad innestarsi sulla ex strada statale 110 di Monte Cucco e Monte Pecoraro presso Serra San Bruno, dopo 41,950 km.
L'itinerario procede in comune con quest'ultima attraverso Spadola e Simbario, dando inizio poi al terzo troncone alla volta di Torre di Ruggiero, Cardinale e Chiaravalle Centrale, dove incrocia la ex strada statale 382 di Chiaravalle. Il tracciato scende quindi verso il mare, innestandosi infine sulla strada statale 106 Jonica nei pressi di Soverato dopo 31,620 km.

Nel 2012, a seguito dell'istituzione della strada statale 713 Trasversale delle Serre, della strada statale 713 dir di Serra San Bruno e della strada statale 713 dir/A di Serra San Bruno, il tratto compreso tra l'innesto con la SS 713 dir ad ovest di Serra San Bruno (km 48,500) al bivio di Montecucco con la SS 713 (km 60,100) è stato declassificato.